# Ангел в красном
«Ангел в красном» или «Ангел был одет в красное» (англ. The Angel Wore Red, итал. La Sposa Bella) — художественный фильм 1960 года совместного производства США и Италии, романтическая военная драма, снятая режиссёром Наннэлли Джонсоном по своему сценарию, написанному на основе романа Брюса Маршалла «Справедливая невеста» (англ. The Fair Bride).
Фильм выпущен MGM совместно с Titanus, его продюсировал Гоффредо Ломбардо. Диалоги для итальянской версии были написаны Джорджио Проспери. Музыка в фильме отличается в разных версиях: в американской версии она написана Брониславом Капером, а в итальянской версии — Анджело Франческо Лаваньино. Оператор фильма — Джузеппе Ротунно.
Фильм является военной драмой и рассказывает о событиях гражданской войны в Испании в 1930-х годах. В фильме показаны как и антифашистские, так и фашистские силы. В фильме описана судьба и трагедия людей, попавших в тиски гражданской войны.
Главные роли в этом фильме исполнили Ава Гарднер, Дерк Богард, Джозеф Коттен, Витторио Де Сика, Альдо Фабрици и Арнольдо Фоа, а также Нино Кастелнуово и Финли Карри. Премьера фильма в Италии состоялась 14 апреля 1960 года, а в США — 28 сентября того же года. Просматривать этот фильм можно детям от 13 лет, но вместе с родителями.

## Сюжет
Испания 1930-х годов охвачена гражданской войной. Главный герой фильма — священник Артуро Каррера. Первоначально он должен был присоединиться к войскам Франко, как и вся церковь. Но постепенно мировоззрение Артуро меняется и он самостоятельно отказывается от своего духовного сана.
Теперь на бывшего священника охотятся все: левые, антифашисты, антиклерикалы. А он вынужден ото всех скрываться, перемещаясь по стране. Во время своих мытарств Артуро встречается с красивой проституткой Соледад. Они влюбляются друг в друга и продолжают путешествие вместе. В конце фильма их всё-таки арестовывают антифранкисты.

## В ролях
- Ава Гарднер — Соледад
- Дерк Богард — Артуро Каррера
- Джозеф Коттен — Хавторн
- Витторио Де Сика — генерал Клэйв
- Альдо Фабрици — ротный
- Арнольдо Фоа — командир повстанцев
- Розанна Рори — Мерседес
- Энрико Мария Салерно — капитан Ботаргас
- Финли Карри — офицер
- Франко Кастеллани — Хосе
- Густаво де Нардо — майор Гарсия
- Нино Кастелнуово — капитан Тринидад
- Альдо Пини — священник
- Роберт Брайт — отец Идельфонсо
- Боб Куннингхам — Мак
- Ренато Терра
- Леонардо Порцио

## Другие названия
- La sposa bella
- The Angel Wore Red, The Fair Bride
- Ангел в красном, Ангел был одет в красное
- L' ange pourpre
- Glut
- Det blodige spor
- Blodig revolt
- Punainen enkeli
- O angelos me ta kokkina
- El Ángel vestía de rojo